# Puncte de suspensie
Puncte de suspensie sau puncte-puncte reprezintă un semn de punctuație care constă din trei sau mai multe puncte așezate în linie orizontală, folosit pentru a arăta o întrerupere în șirul gândirii, al acțiunii sau o omisiune dintr-un text reprodus.
Spre deosebire de punct, punctele de suspensie nu marchează sfârșitul unei propoziții sau al unei fraze, ci indică, în general, o întrerupere a șirului vorbirii.
Comunicarea care este așezată înaintea punctelor de suspensie are o intonație descendentă atunci când pauza este neintenționată și o intonație ascendentă atunci când pauza este intenționată.
În scrierea la calculator, punctele de suspensie (…) reprezintă un singur caracter, cu codul 2026.
Punctele de suspensie:
- indică o întrerupere a exprimării:

Într-o zi [...] zăresc un străin cu scurtuc de Nankin și cu picioarele goale [...] Figura lui nu-mi părea necunoscută [...] o privesc cu luare-aminte [...] Ce să văd? [...] Porojan! [...] Cine poate spune bucuria mea! [...] Tovarășul meu de copilărie trăiește! [...] iată-l [...] iată-l plângând și sărutându-mi mâinile [...] Nu știam ce să-i dau ca să-i fac mulțămire…

(Vasile Alecsandri, Porojan)

- apar între propoziții coordonate:

Se mișcă fata [...] clipește din ochi [...] își ridică mâna la frunte [...] își dă frumos părul într-o parte [...] zâmbește [...] se scoală…

(Ion Luca Caragiale, Poveste)

- apar după propoziții interogative ori exclamative:

Am înțeles… Nu ți-am spus eu! [...]  ghicisem

(Ion Luca Caragiale, Dascăl prost)